# Kravarica (pećina)
Kravarica je pećina u zaseoku Prioricama, Bajagić, Grad Sinj.

## Opis
Arheološko nalazište špilja Kravarica nalazi se u zaselku Priorice sjeverno od Čačijinog doca i Bajagića u Dalmatinskoj zagori. Arheološko nalazište nije istraženo, evidentirani su nalazi iz prapovijesnog i srednjovjekovnog razdoblja. Unutar špilje slučajno su pronađeni keramički ulomci iz ranog i srednjeg brončanog doba te metalni nalazi koji pripadaju srednjem vijeku. Špilja ima dva ulaza, sjeveroistočni koji se naziva „Pećina Kravarica“ i drugi na jugoistočnoj strani „Pećica“.

## Zaštita
Pod oznakom Z-4691 zavedeno je kao nepokretno kulturno dobro - pojedinačno, pravna statusa zaštićena kulturnog dobra, klasificirano kao "arheološka baština".